# Волков, Роман Максимович
Роман Максимович Волков (1773 — 22 марта (3 апреля) 1831 или 1836) — русский живописец-портретист, представитель петербургского академизма александровской эпохи, автор хрестоматийного портрета полководца светлейшего князя Михаила Кутузова. Академик Императорской Академии художеств (с 1807; ассоциированный член — «назначенный» с 1804).

## Биография
Биографические данные о художнике крайне скудны. Обучался в Императорской академии художеств, в 1808 году получил звание академика за историческую картину «Крещение Христа» (находилась в музее Академии художеств, с 1923 года в Русском музее).
При жизни Волков был более всего известен портретом императора Александра I, который представлял собой вариацию композиции, исполненной английским мастером Джоном Аткинсоном. Взглянув на работу Волкова, император Александр изволил заметить, что портрет является лучшим из всех, и приказал чиновникам на местах, для украшения государственных учреждений императорскими портретами, обращаться к Волкову за авторскими копиями, платя ему цену, которую он назначит (сам Александр оценил первый экземпляр портрета в 7 000 рублей, которые и пожаловал живописцу). Так возник тип портрета, получивший у историков и антикваров название «тип Аткинсона-Волкова». Помимо самого Волкова, этот портрет, судя по всему, неоднократно повторяли и неизвестные провинциальные живописцы. Кроме того, с него была исполнена гравюра, известная как в черно-белом, так и в цветном, раскрашенном варианте.
По другой версии, встречающейся в дореволюционных изданиях, не Волков переделал, изменив в лучшую сторону, портрет работы Аткинсона, но Аткинсон скопировал с изменениями портрет Волкова. 
Несмотря на первоначальный шумный успех у современников и одобрение самого царя, потомками портрет типа Аткинсона-Волкова был достаточно быстро забыт, уступив место другим иконографиям, в частности, восходящим к оригиналам Джорджа Доу.
Зато невероятный успех у потомков сопутствовал исполненному Волковым портрету фельдмаршала Кутузова. Этот портрет, действительно выразительный и удачный с художественной точки зрения, затем бесчисленное количество раз воспроизводился и воспроизводится до сих пор в изданиях, посвящённых Кутузову и Отечественной войне 1812 года, породив обширный поток подражаний (включая картину работы Дж. Доу и его помощников в Военной галерее Зимнего дворца), и повлияв даже на такие сферы, как иллюстрация и кинематограф.
Портрет Кутузова имеет, по всей видимости, две авторских версии — поясной портрет с георгиевской лентой (в Бородинском музее-панораме), и более камерный портрет в таком же ракурсе, с андреевской лентой поверх георгиевской (в Гатчинском музее-заповеднике).
Кроме этого, известен исполненный Волковым портрет купца-благотворителя Петра Ларина (находился в Публичной библиотеке в Петербурге, с 1932 года в Русском музее). Ларин, выходец из крестьян, видный негоциант Екатерининской эпохи, завещал своё состояние на благотворительность в сфере просвещения, однако, из-за имущественных споров, оно было пущено в оборот только 50 лет спустя. Именно тогда на деньги Ларина были, в частности, оформлены несколько залов Публичной библиотеки, в том числе зал, получивший по приказу Николая I название Ларинского (ныне это зал эстампов, при недавней реставрации библиотеки был восстановлен его исторический вид). Именно в связи с этим Волков исполнил посмертный портрет Ларина по заказу его внучки, а та преподнесла его в дар библиотеке для украшения Ларинского зала, где он висел достаточно долгое время.
Известны также две картины Романа Волкова в собраниях Третьяковской галереи в Москве: портрет молодого Ивана Крылова (принадлежал самому баснописцу и его потомкам, приобретён Павлом Третьяковым в 1880-е годы), который сильно отличается от привычного образа, и историческая картина «Диана, окружённая нимфами, и Актеон» (принадлежала почт-директору Фёдору Прянишникову и затем находилась в Румянцевском музее, переведена в Третьяковскую галерею в 1927 году).
В источниках Волкову также приписывается создание картины «Ганимед» (1804), образа «Снятие Спасителя с Креста» (1830), и по меньшей мере двух копий с работ Рубенса из собрания графа А. С. Строганова (1807). Судьба этих картин неизвестна.
Был похоронен на Смоленском православном кладибще в Санкт-Петербурге.

## Галерея

Некоторые работы
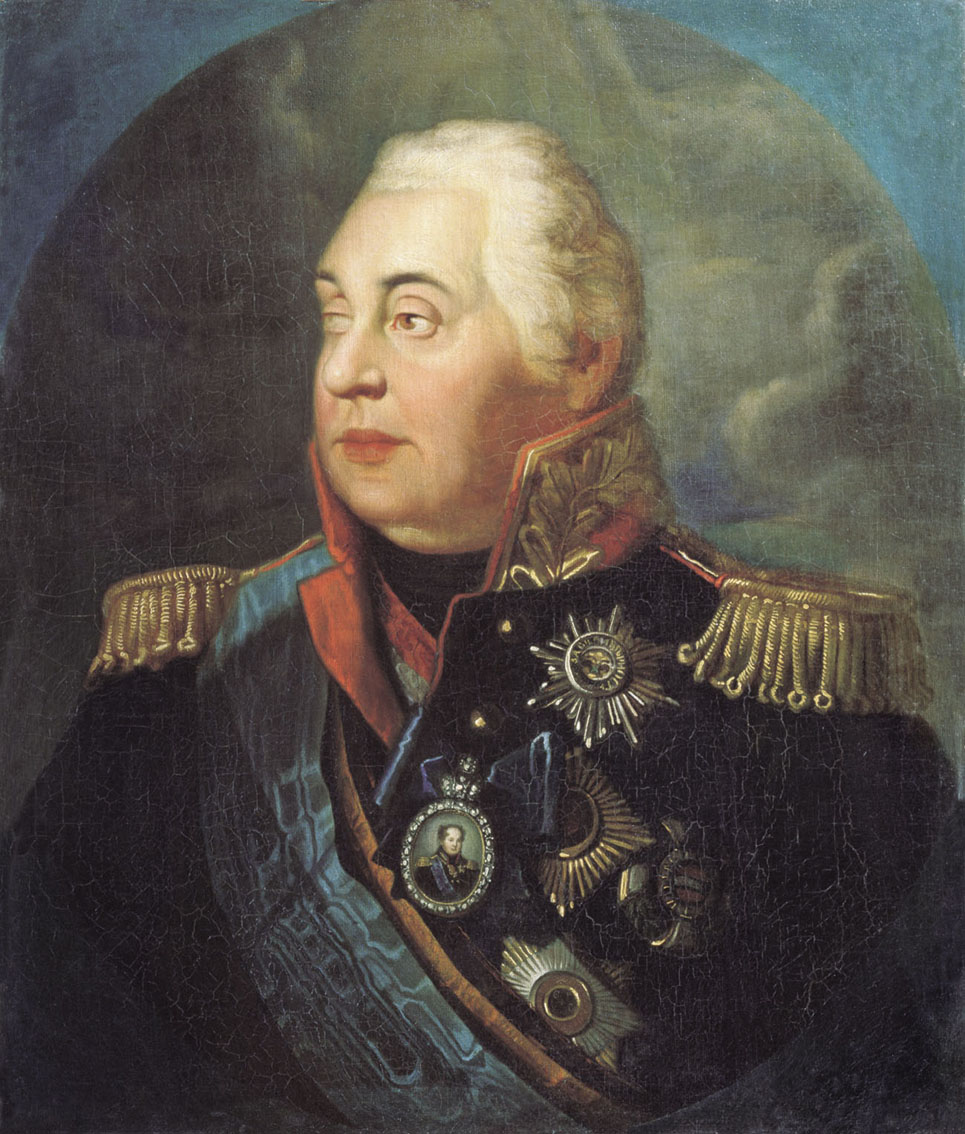
Портрет фельдмаршала М. И. Кутузова. Государственный музей-заповедник Гатчина.
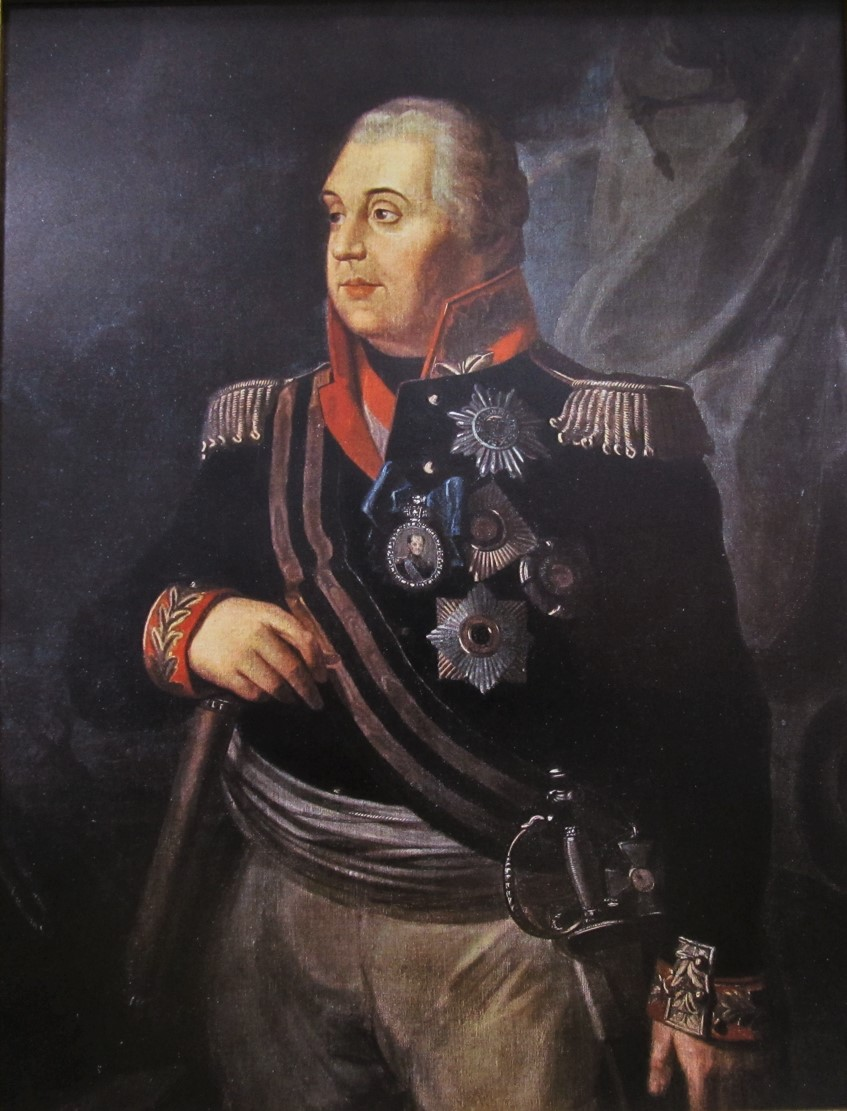
Портрет фельдмаршала М. И. Кутузова. Версия.
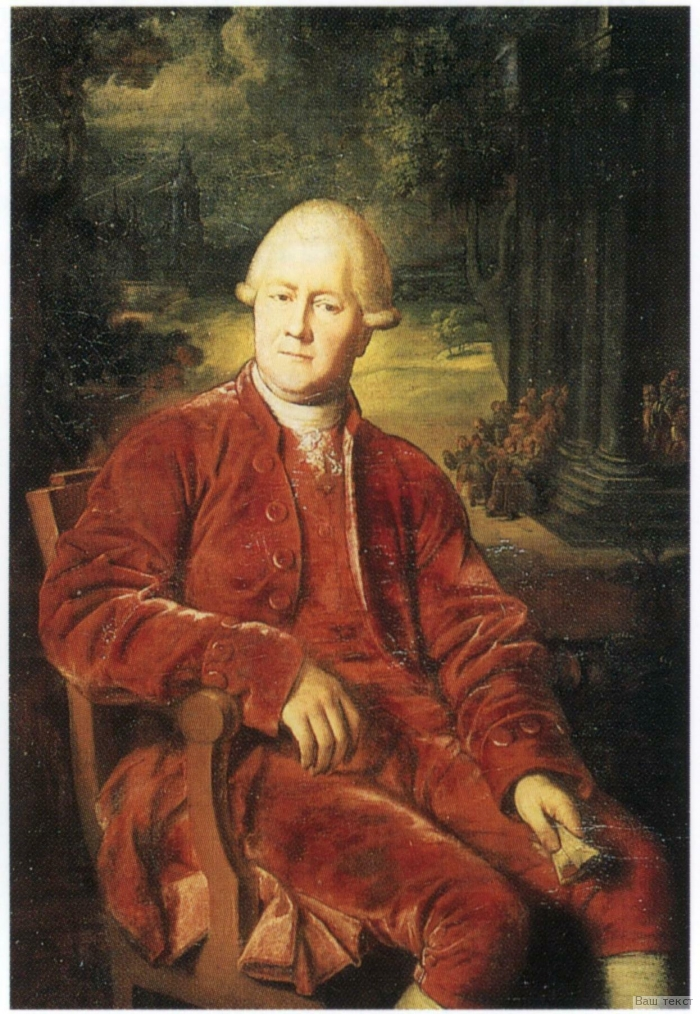
Портрет купца и благотворителя Петра Даниловича Ларина.
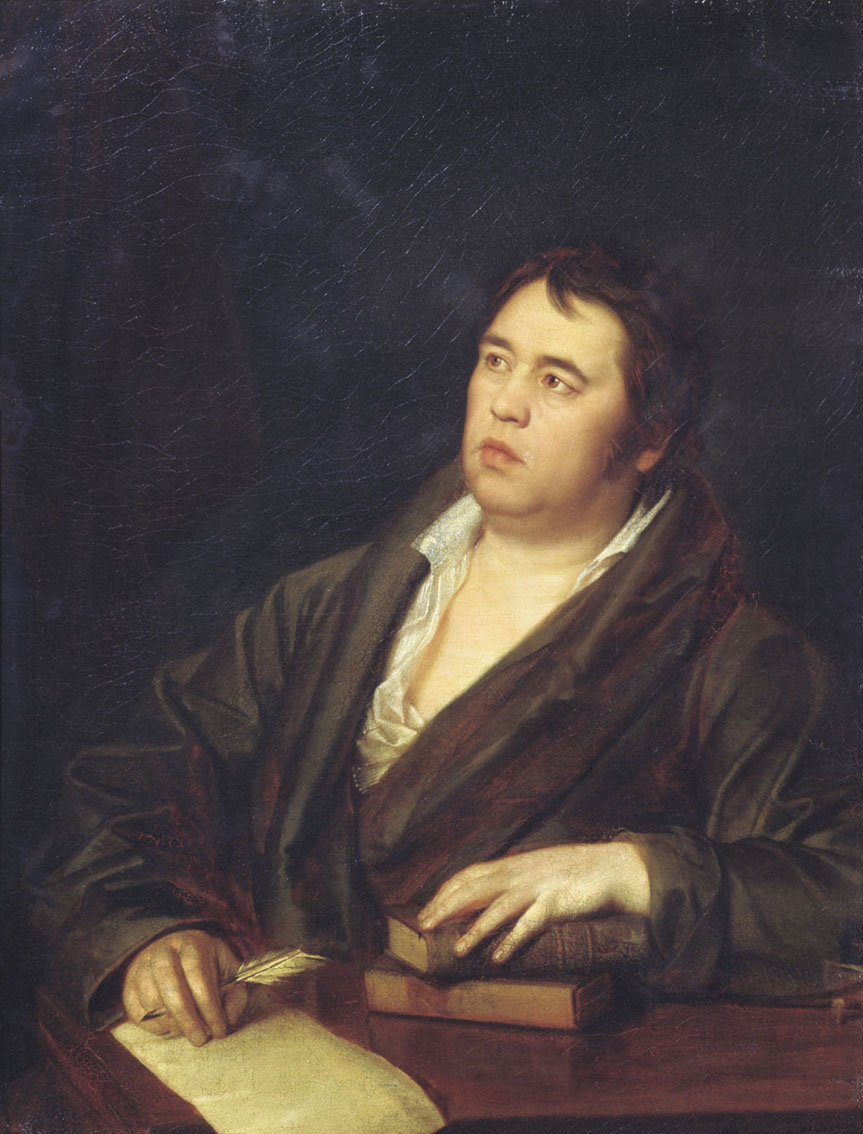
Портрет Ивана Андреевича Крылова.
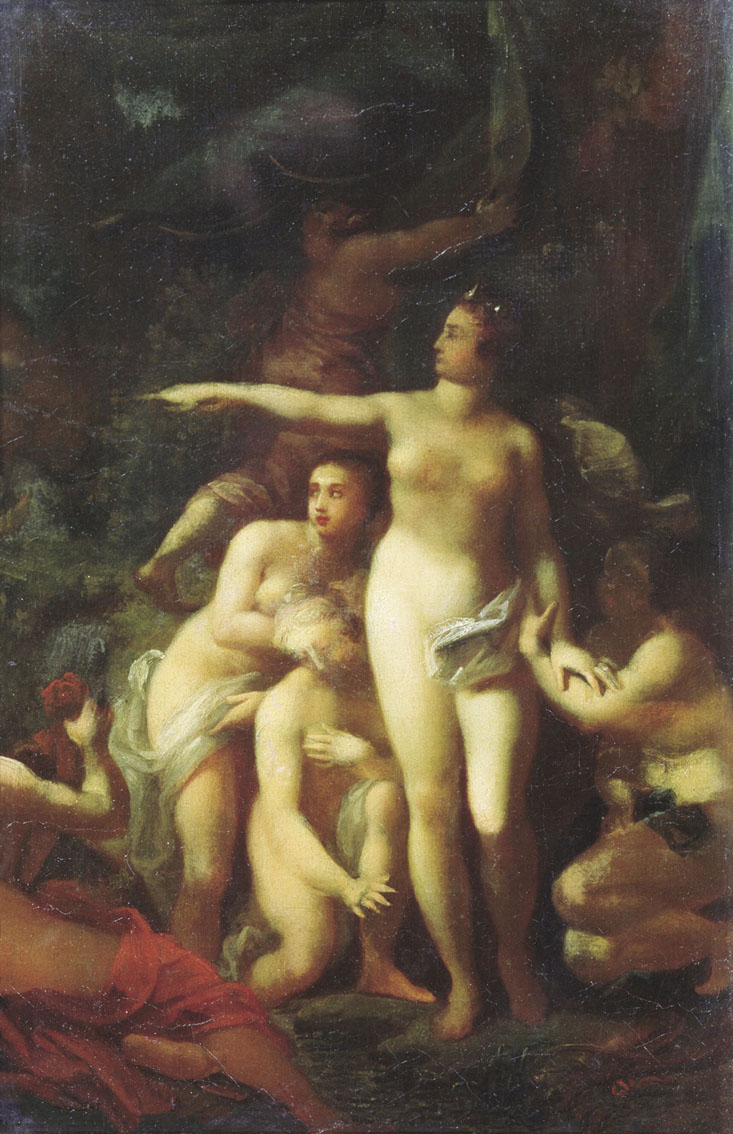
Диана, окружённая нимфами, и Актеон.
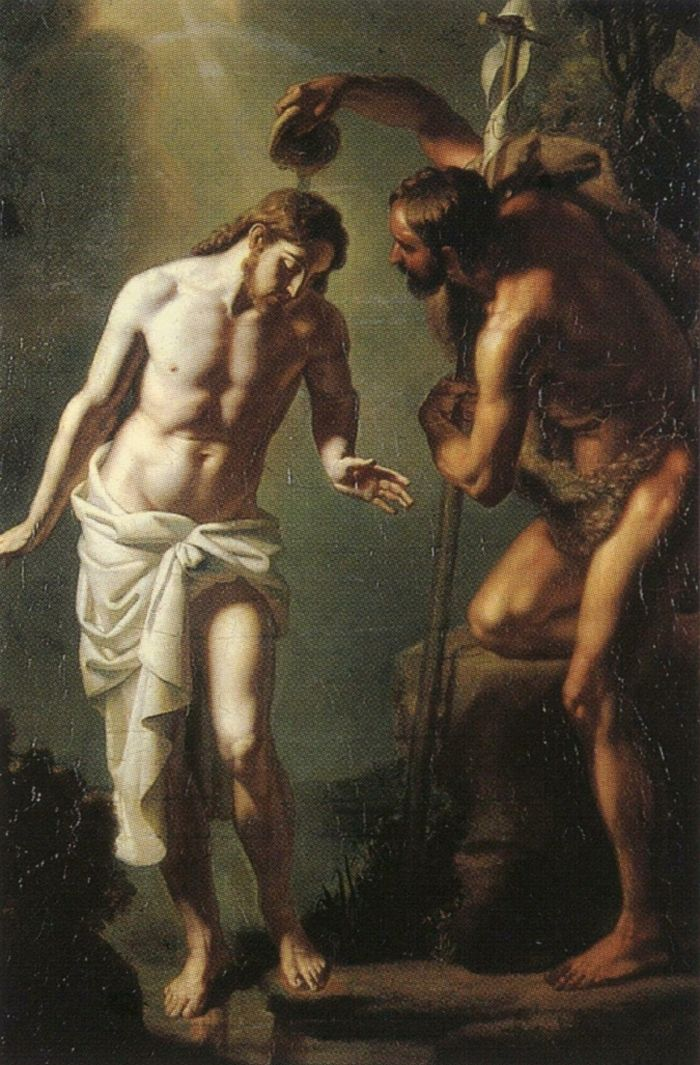
Крещение Христово.
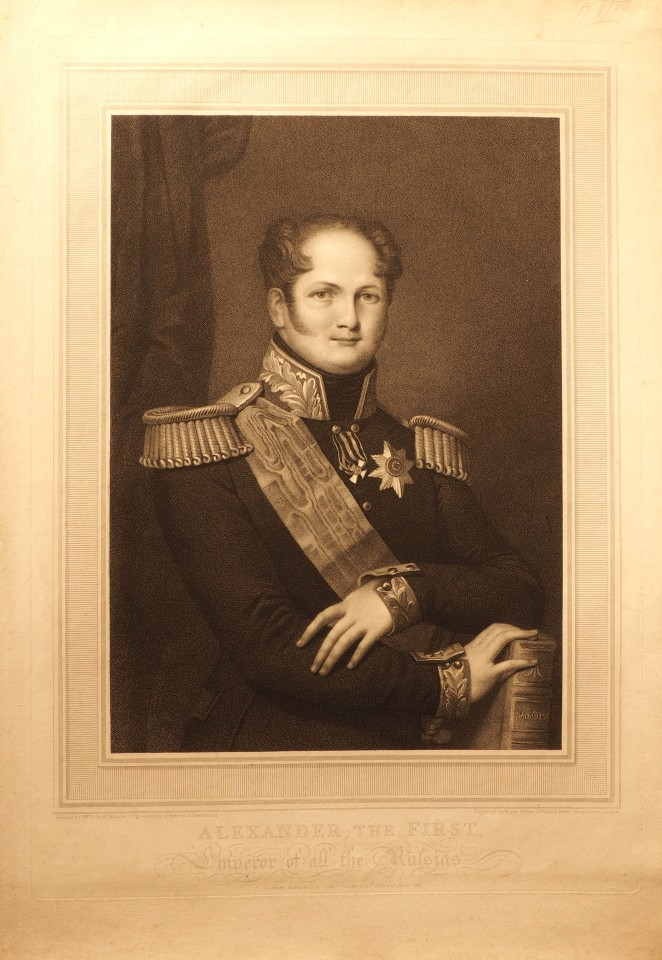
Портрет Александра I. Гравюра Генри Мейера[англ.] (Англия, 1814 год) с портрета типа Аткинсона-Волкова.